# Изделие ДМ
Изделие ДМ «Буря» — советский стрелково-гранатометный комплекс малого демаскирующего действия, созданный на основе более ранней разработки Изделие Д «Дятел». Оружие построено на основе многозарядного карабина со скользяще-поворотным затвором, из которого можно вести огонь патронами калибра 9-мм и гранатами калибра 30-мм. Бесшумность стрельбы обеспечивается запиранием пороховых газов в гильзе патрона.
Комплекс долгое время находился на вооружении сил специального назначения КГБ, ВС СССР и армейской войсковой разведки, пока не был вытеснен бесшумными стрелково-гранатометными системами на основе автоматов Калашникова (см., например, 6С1 «Канарейка»).

## Конструкционные особенности
Представляет собой магазинный карабин под специальный боеприпас калибра 9 мм с ручным перезаряжанием. Используются два вида патронов: ПФАМ «Фаланга» с бронебойной пулей (масса около 28 грамм, начальная скорость 260 м/с) и вышибной патрон ПМАМ «Мундштук», обеспечивающий выталкивание гранаты из надульной насадки оружия. Магазин расположен вместо пистолетной рукоятки, что диктует несколько необычный хват при удержании оружия. Для стрельбы гранатами в дульной части ствола имеется интегрированный 30-мм стакан-мортирка, в которую перед выстрелом спереди вкладывается граната. Оружие снабжено складным металлическим прикладом по типу автомата АКМС. На ствольной коробке сверху выполнен регулируемый открытый прицел для стрельбы пулей, для стрельбы гранатой на левую сторону оружия устанавливается дополнительный механический прицел. Для прицельного огня оружие комплектуется складной регулируемой сошкой.